# Villa Malta (Pincio)

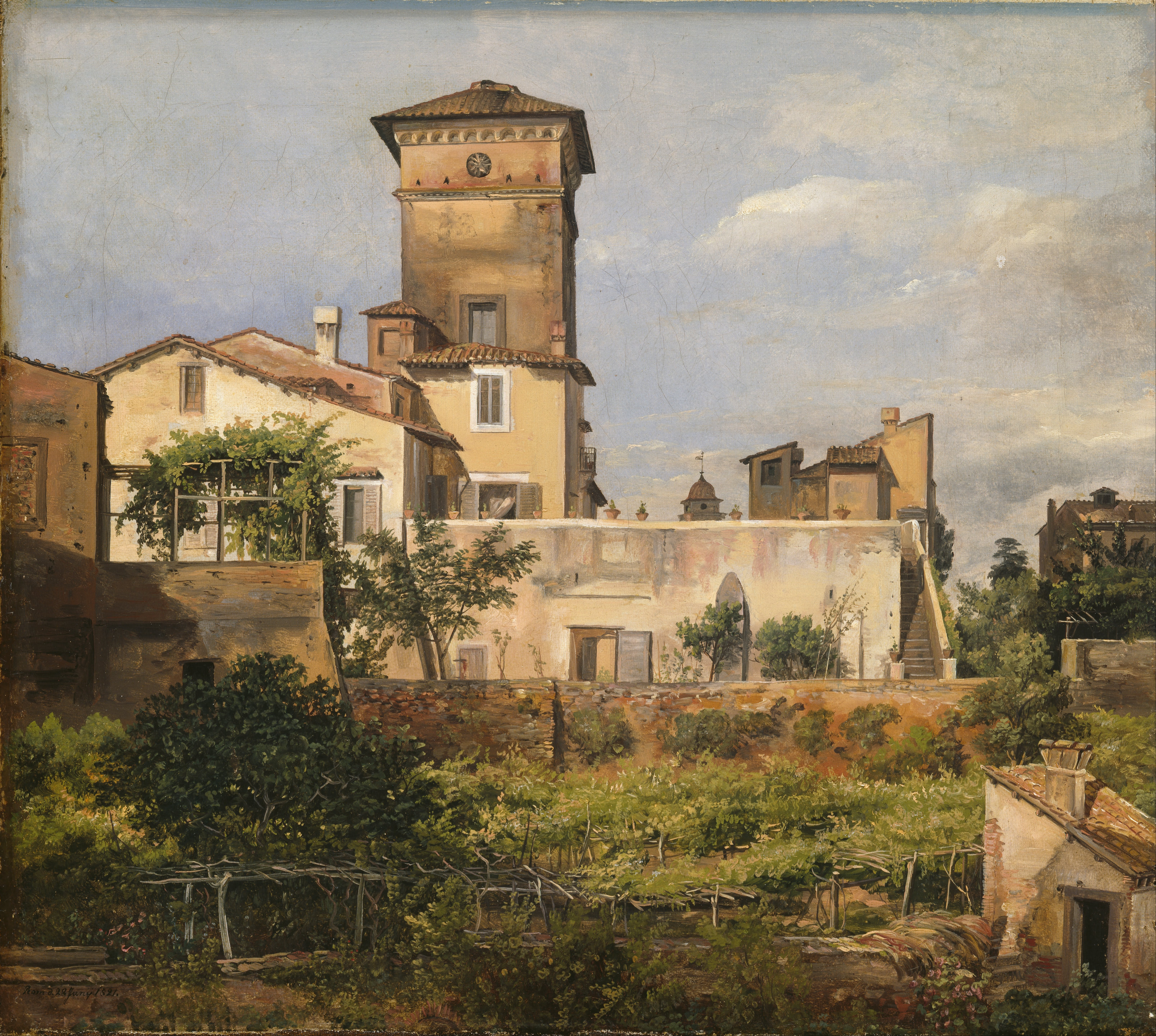
Villa Malta, Gemälde von Johan Christian Dahl (1821)

Die Villa Malta ist eine Parkanlage mit einem Palast in Rom. Sie befindet sich zwischen der Villa Medici und der Via di Porta Pinciana auf dem Pinciohügel. Sie ist nicht mit der Villa di Malta auf dem Aventin zu verwechseln.

## Geschichte
Die Villa befindet sich im Gebiet der antiken Horti Lucullani.
Im 16. Jahrhundert wurde hier ein erstes kleines Landhaus mit Turm für die Familie Orsini errichtet. Im 17. Jahrhundert ging das Grundstück mit dem Namen Giardino del Pino in den Besitz des Klosters von Santa Trinità dei Monti über, die das Gebäude neu errichteten. Ab 1611 wurde es an wechselnde Bewohner vermietet.
Ab 1634 wurde das Anwesen an Cosimo Kardinal de Torres und dessen Familie verpachtet, die es wiederum weitervemieteten. So an Königin Maria Kazimiera Sobieska und an Balì de Breteuil, Repräsentant des Malteserordens, dem die Villa ihren heutigen Namen verdankt.
1764 wurde die Villa an Giovanni Antonio Parmiggiani und 1818 an Johan Niclas Byström weiterverpachtet. Bystöm restaurierte die Villa und baute in den Palazzo sein Atelier ein. 1827 kaufte schließlich König Ludwig I. von Bayern die Villa, die über seinen Tod hinaus beim bayerischen Königshaus verblieb. 1878 erwarb der russische Adlige Alexander Bobrinski die Villa und baute sie zu ihrem heutigen Zustand im romantischen Historismus um. 1907 erwarb Bernhard von Bülow die Villa.
Nach dem Zweiten Weltkrieg fiel das Anwesen an die Jesuiten, die dort die Redaktion der Zeitschrift La Civiltà Cattolica einrichteten.

## Bewohner

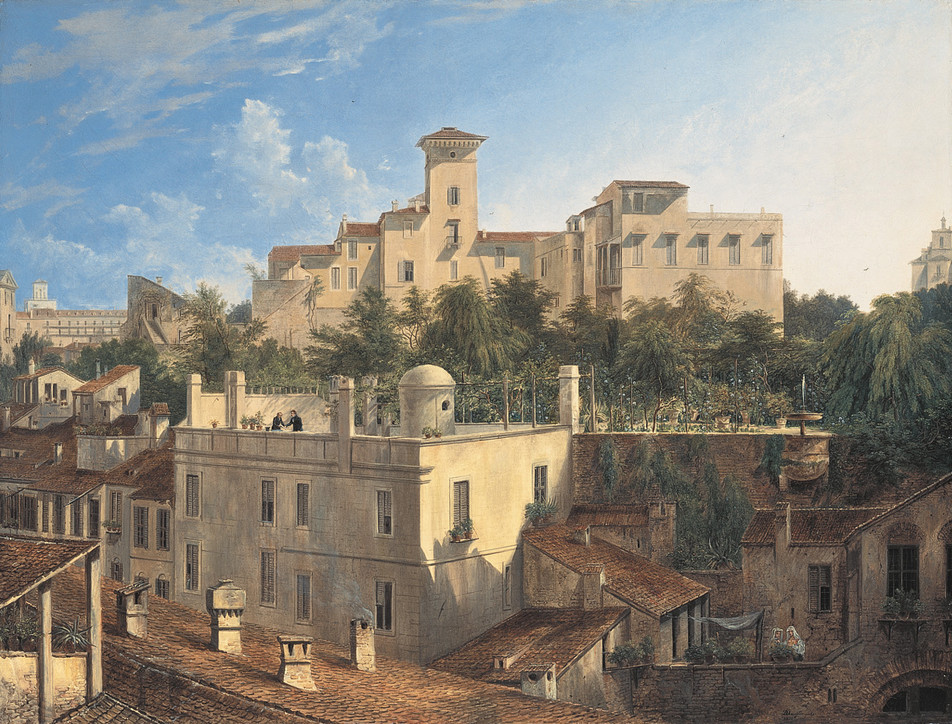
Domenico Quaglio: Villa Malta (1830)

Johann Wolfgang von Goethe, der über ein Jahr in Rom lebte, war mit Giovanni Antonio Parmiggiani befreundet und pflanzte 1788 im Garten der Villa Malta einige Dattelsprösslinge, die er bei seinen naturwissenschaftlichen Studien auf der Suche nach der „Urpflanze“ aus Kernen gezogen hatte; in seinem Buch Italienische Reise von 1817 schreibt er, König Ludwig I. habe ihm versichert, die Bäume seien „bis zur Manneshöhe herangewachsen“. Und setzt hinzu: „Mögen sie den Besitzern nicht unbequem werden und fernerhin zu meinem Andenken grünen, wachsen und gedeihen!“ Er organisierte die Reise der Herzogin Amalia von Sachsen-Weimar nach Rom und ihre Unterbringung in der Villa Malta 1789. Damit wurde sie zum Treffpunkt der Deutschrömer. Bei ihr zu Gast war unter anderem Johann Gottfried Herder.
1794 bis 1796 mietete Prinz Friedrich August von Hannover die Villa. 1802 wohnte für einige Monate Friederike Brun hier, gefolgt von Wilhelm von Humboldt mit seiner Familie. Weitere Gäste waren Anton Raphael Mengs, Angelika Kauffmann, Joseph Anton Koch und Friedrich Wilhelm von Schadow.

## Gesandtschaften
Die Villa Malta diente sowohl Preußen wie dem Königreich Hannover zeitweilig als Gesandtschaftsgebäude.